# LPGA Tour 1961
Navigation
Édition précédente Édition suivante
Le LPGA Tour 1961 est la douzième édition du Ladies Professional Golf Association Tour (LPGA), circuit professionnel féminin de golf, qui se déroule du 9 février 1961 au 22 octobre 1961 exclusivement aux États-Unis. Cette douzième édition de ce circuit permet de proposer un certain nombre de tournois professionnels destinés aux femmes en dehors des compétitions amateurs. La volonté de la professionnalisation des golfeuses leur permet désormais de gagner de l'argent en jouant au golf.
Cette saison comporte vingt-quatre tournois, soit autant qu'en 1960, auxquels sont insérées des dotations financières en fonction du résultat de la golfeuse. Quatre de ces tournois sont considérés comme « tournoi majeur » - le Championnat Titleholders, le Western Open, l'Open américain et le Championnat LPGA - et sont considérés comme les plus prestigieux et difficiles à remporter.
L'Américaine Mickey Wright gagne pour la première fois le classement des gains avec 22 236 $ en remportant dix victoires dont trois tournois majeurs : le Championnat Titleholders, l'Open américain et le Championnat LPGA. Le quatrième tournoi majeur, le Western Open, est remporté par Mary Lena Faulk. Enfin, le « Trophée Vare », créé en 1953, récompensant la golfeuse ayant la moyenne de score la plus basse de la saison est également remporté par Mickey Wright pour la seconde fois après l'édition 1960.

## Histoire
Pour l'organisation de cette douzième édition, tous les tournois se disputent aux États-Unis par des golfeuses principalement américaines professionnelles et amateures. Le calendrier établi fait débuter la saison en Floride. L'Open de St. Petersburg ouvre la saison avec la victoire de Mickey Wright. Au cours de cette saison, tous les tournois ont été remportés par des golfeuses américaines professionnelles.
Avec dix tournois remportés, l'Américaine Mickey Wright termine première au tableau des gains avec 22 236 $ pour la première fois de sa carrière. Parmi ses dix titres, il s'y trouve trois tournois majeurs : le Championnat Titleholders, l'Open américain et le Championnat LPGA. Le quatrième tournoi majeur, le Western Open, est remporté par Mary Lena Faulk.

## Participantes à la saison LPGA 1961
Les participantes ont deux statuts. Certaines sont devenues professionnelles, et pour certaines avant la création de ce circuit, mais de nombreuses amateures prennent également part aux tournois sans toutefois pouvoir recevoir le montant des gains en raison de leur statut.
| Participantes    | Participantes    | Participantes    | Participantes    | Participantes     |
| Professionnelles | Professionnelles | Professionnelles | Professionnelles | Professionnelles  |
| ---------------- | ---------------- | ---------------- | ---------------- | ----------------- |
| Gloria Armstrong | Patty Berg       | Kathy Cornelius  | Fay Crocker      | Shirley Englehorn |
| Mary Lena Faulk  | Gloria Fecht     | Sybil Griffin    | Marlene Hagge    | Beverly Hanson    |
| Sandra Haynie    | Betty Jameson    | Ruth Jessen      | Judy Kimball     | Peggy Kirk Bell   |
| Murle MacKenzie  | Carol Mann       | Jo Ann Prentice  | Betsy Rawls      | Barbara Romack    |
| Wanda Sanches    | Marilynn Smith   | Beth Stone       | Louise Suggs     | Kathy Whitworth   |
| Mickey Wright    |                  |                  |                  |                   |
| Amateures        |                  |                  |                  |                   |
| Carolyn Cudone   | Polly Riley      | Marlene Streit   |                  |                   |

## Calendrier de la saison 1961
L'édition 1961 se déroule du 9 février 1961 au 22 octobre 1961. La tableau suivant présente tous les tournois programmés pour la saison 1961. Les chiffres entre parenthèses correspondent au nombre de victoires remportées au moment de la victoire de la golfeuse audit tournoi remporté. Il est à noter que tous les tournois considérés comme tournois majeurs sont reconnus comme victoires officielles au palmarès du LPGA et ajoutés au palmarès des golfeuses, même avant sa création en 1950. Les tournois majeurs sont indiqués en gras.
| Date       | Tournoi                                      | Catégorie      | Dotation (US$) | Vainqueur individuelle |
| ---------- | -------------------------------------------- | -------------- | -------------- | ---------------------- |
| 12/02/1961 | Open de St. Petersburg, Floride              |                | 7 500 $        | Mickey Wright (20)     |
| 14/02/1961 | Royal Poinciana Invitational, Floride        |                | 4 000 $        | Louise Suggs (51)      |
| 12/03/1961 | Open de Miami, Floride                       |                | 7 500 $        | Mickey Wright (21)     |
| 26/03/1961 | Golden Circle of Golf Festival, Floride      |                | 7 500 $        | Louise Suggs (52)      |
| 16/04/1961 | Open de Dallas Civitan, Texas                |                | 9 500 $        | Louise Suggs (53)      |
| 23/04/1961 | Open de Babe Zaharias, Texas                 |                | 7 000 $        | Mary Lena Faulk (4)    |
| 30/04/1961 | Championnat Titleholders, Géorgie            | Tournoi majeur | 7 000 $        | Mickey Wright (22)     |
| 07/05/1961 | Open de Peach Blossom, Caroline du Sud       |                | 7 000 $        | Ruth Jessen (2)        |
| 14/05/1961 | Open de Colombus, Géorgie                    |                | 5 700 $        | Mickey Wright (23)     |
| 04/06/1961 | Western Open, Tennessee                      | Tournoi majeur | 7 500 $        | Mary Lena Faulk (5)    |
| 11/06/1961 | Triangle Round Robin, New York               |                | 8 000 $        | Mary Lena Faulk (6)    |
| 18/06/1961 | Eastern Open, Pennsylvanie                   |                | 7 500 $        | Mary Lena Faulk (7)    |
| 01/07/1961 | Open américain, New Jersey                   | Tournoi majeur | 8 000 $        | Mickey Wright (24)     |
| 16/07/1961 | Open de Tippecanoe, Indiana                  |                | 5 700 $        | Kathy Cornelius (4)    |
| 23/07/1961 | Open de Cosmopolitan, Illinois               |                | 7 500 $        | Betsy Rawls (43)       |
| 30/07/1961 | Open American, Minnesota                     |                | 7 500 $        | Judy Kimball (1)       |
| 06/08/1961 | Open de Waterloo, Iowa                       |                | 7 500 $        | Mickey Wright (25)     |
| 13/08/1961 | Open de Kansas City, Kansas                  |                | 7 500 $        | Louise Suggs (54)      |
| 27/08/1961 | Open de Spokane, Washington                  |                | 7 500 $        | Mickey Wright (26)     |
| 24/09/1961 | Open de Sacramento, Californie               |                | 8 000 $        | Mickey Wright (27)     |
| 01/10/1961 | Mickey Wright Invitational, Californie       |                | 8 000 $        | Mickey Wright (28)     |
| 08/10/1961 | Bill Brannin's Swing Parade, Nouveau-Mexique |                | 7 500 $        | Betsy Rawls (44)       |
| 15/10/1961 | Championnat LPGA, Nevada                     | Tournoi majeur | 15 000 $       | Mickey Wright (29)     |
| 22/10/1961 | San Antonio Civitan, Texas                   |                | 7 500 $        | Louise Suggs (55)      |

## Classements saison 1961

### Tableau des gains («Money list»)
Le tableau ci-dessous est le classement des golfeuses par gains obtenus sur cette saison 1961. Le classement par gains est remporté par Mickey Wright avec 22 236 $ remportés.
| Cla. | Golfeuses     | Gains    | Victoires |
| ---- | ------------- | -------- | --------- |
| 1    | Mickey Wright | 22 236 $ | 10        |

### Trophée Vare («Vare Trophy»)
Le tableau ci-dessous est le classement des golfeuses par scores les plus bas sur cette saison 1961.
| Cla. | Golfeuses     | Moyenne |
| ---- | ------------- | ------- |
| 1    | Mickey Wright |         |